# Notre-Dame-de-Bellecombe
Notre-Dame-de-Bellecombe é uma comuna francesa na região administrativa de Auvérnia-Ródano-Alpes, no departamento de Saboia. Estende-se por uma área de 21,45 km². Em 2010 a comuna tinha 490 habitantes (densidade: 22,8 hab./km²).